# Henry August Hespenheide
Henry August Hespenheide  ( * 5 de julio de 1940 ) es un zoólogo, botánico estadounidense . Fue honrado como profesor emérito en el "Departamento de Ecología y Biología Evolutiva del UCLA. Ha trabajado sobre insectos de Costa Rica, y las relaciones predador-predado.

## Algunas publicaciones
- Hespenheide, ha. 2003. A Reconsideration of Pachyschelus schwarzi Kerremans and a review of American Pachyschelus North of Mexico (Coleoptera: Buprestidae) Coleopterists Bull. 57: 459-468
- ----. 2002. Curculionidae, subfamily Conoderinae. American Beetles CRC PressBoca Raton, Florida 2: 754-756
- Bellamy, cl; ha Hespenheide. 2002. The review of two Mexican species groups of Agrilus (Coleoptera Buprestidae: Agrilinae). An. Instituto de Biología, Universidad Nacional Autónoma de México (Serie Zoología) 73: 37-51
- Hespenheide, ha. 2002. A review of North and Central American Paragrilus Saunders, 1871 (Coleoptera: Buprestidae). Zootaxa 23: 1-28
- ----; lm LaPierre. 2002. A review of Ptous (Coleoptera: Curculionidae: Cryptorhynchinae). Proc. of the Entomological Society of Washington 104: 856-862
- ----. 2001. Beetles Encyclopedia of Biodiversity. American Press San Diego, CA 1: 351-358
- ----. 1986. Mimicry of ants of the genus Zacryptocerus. J. N. Y. Entomol. Soc. 94: 394-408

### Libros
- McDade, la; Kamaljit s Bawa, ha Hespenheide, s Gary. 1994. La Selva. Ecology and Natural History of a Neotropical Rain Forest. 493 pp. ISBN 978-0-226-03950-3
- Hariot Paul. Flore de Pont-de-Seine. Imprimerie et lithographie Dufour-Bouquot, Troyes, 1879, 62 pp.

- La abreviatura «Hespenh.» se emplea para indicar a Henry August Hespenheide como autoridad en la descripción y clasificación científica de los vegetales.[2]

## Abreviatura (zoología)
La abreviatura Hespenheide  se emplea para indicar a Henry August Hespenheide como autoridad en la descripción y taxonomía en zoología.